# Aleiodes indiscretus
Aleiodes indiscretus är en stekelart som först beskrevs av Reardon 1970.  Aleiodes indiscretus ingår i släktet Aleiodes och familjen bracksteklar. Inga underarter finns listade i Catalogue of Life.